# Procurador-Geral de Maryland
O Procurador-Geral do Estado de Maryland é o chefe da instância máxima do poder judiciário no estado americano de Maryland e é eleito pelo cargo através do voto popular a cada quatro anos sem limite de mandatos. Para concorrer ao cargo, um cidadão deve morar e ser um eleitor do estado de Maryland e precisa ter residido e atuado na esfera jurídica no estado por pelo menos dez anos.
O Procurador-Geral tem o comando, a supervisão e a direção dos assuntos jurídicos do estado. Ele ou ela é o conselheiro jurídico e representante do governador, da Assembléia Legislativa, do judiciário e de vários departamentos, conselhos, comissões e instituições ligadas ao governo do estado. O procurador representa o estado em todos os casos nos Tribunais de apelação, na Suprema Corte dos Estados Unidos e em tribunais federais menores.